# 테라스쌀쥐
테라스쌀쥐(Cerradomys subflavus)는 비단털쥐과에 속하는 남아메리카 설치류의 일종이다. 브라질 고이아스주와 상파울루주, 미나스제라이스주에서 발견된다. 볼리비아와 파라과이 그리고 브라질의 일부 개체군은 이전에 테라스쌀쥐에 속하는 것으로 분류했지만, 현재는 세하두쌀쥐속의 다른 다양한 종으로 분류하고 있다.